# Bycanistes subcylindricus
Il bucero guancegrigie (Bycanistes subcylindricus (Sclater, 1870)) è un grosso uccello della famiglia Bucerotidae, dal piumaggio bianco e nero, lungo all'circa 70 centimetri (28 pollici). Come la maggior parte dei buceri, possiede un becco grgio-nerastro sovradimensionato per la sua taglia, contraddistinto per il casco presente sulla sommità. Le femmine sono leggermente più piccole dei maschio e presentano un casco significativamente più piccolo.
Il bucero guancegrigie è originario degli habitat boscosi dell'Africa centrale e occidentale, che vanno dal Kenya occidentale alla Costa d'Avorio con una popolazione isolata nell'Angola settentrionale. È una specie monogama e le coppie nidificano in apposite cavità nel tronco degli alberi. La femmina, solitamente, depone fino a due uova. La loro dieta consiste principalmente di fichi, frutta, insetti e piccoli animali trovati nella volta arborea.
Diffuso e ancora localmente comune, il bucero guancegrigie è valutato come una specie a rischio minimo nella Lista rossa IUCN delle specie minacciate.

## Descrizione

### Dimensioni
Sono uccelli moderatamente grande la cui lunghezza va da 60 a 70 centimetri, per un'apertura alare di 28-38 centimetri. Il peso varia da 1078-1525 g nei maschi, e tra i 1000 e i 1250 g nelle femmine.

### Aspetto

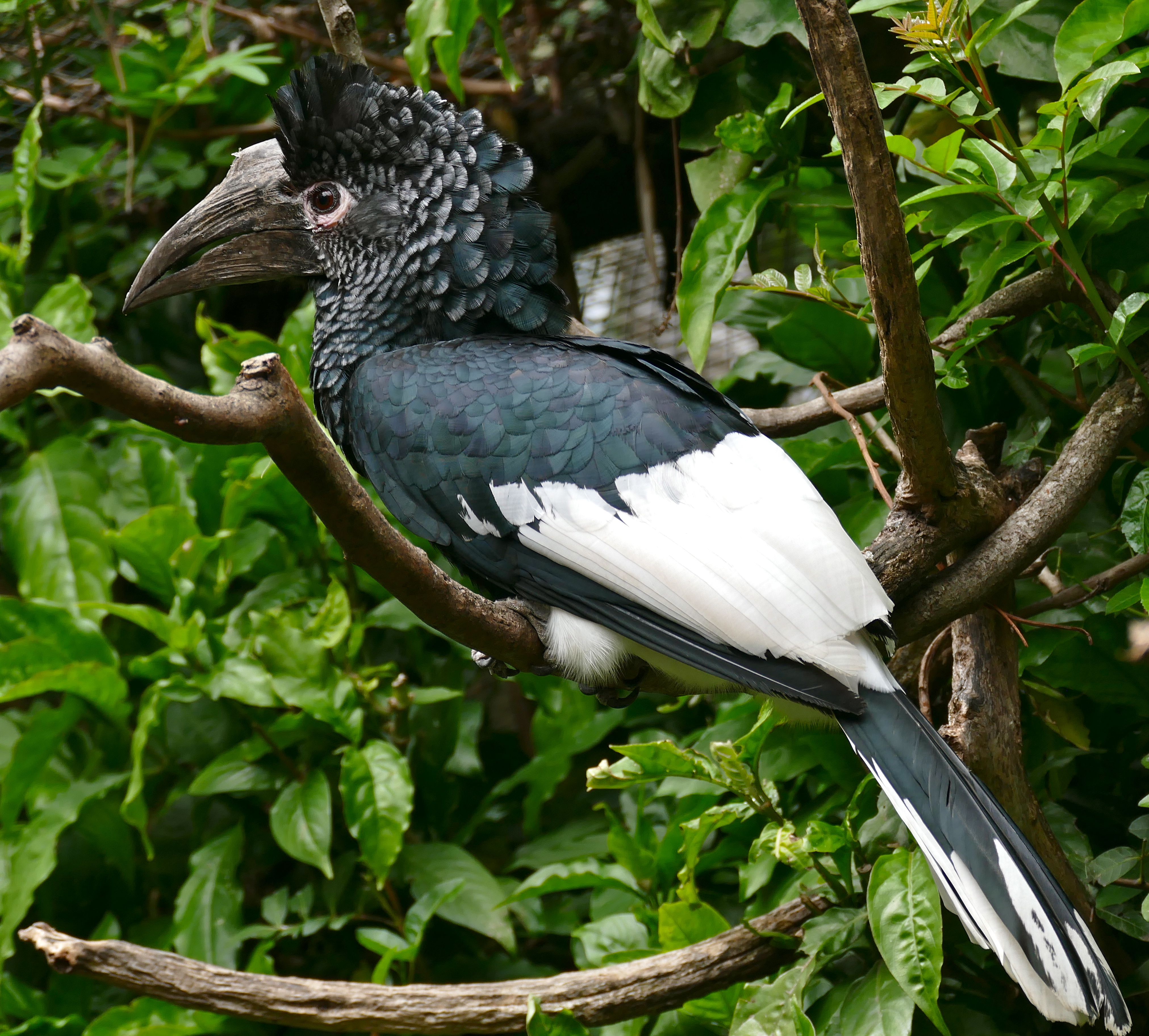
Una femmina in cattività al World of Birds, Città del Capo

Nella sottospecie subcylindricus, il casco è più basso e completamente marrone scuro con delle rugosità sui lati. Il groppone, le timoniere esterne, il ventre, il bordo di uscita delle ali e persino l'estremità delle grandi copritrici formano una vasta zona bianca. Il colore di queste parti chiare contrasta con quello nero dai riflessi metallici verdi di testa, mantellina, copritrici, collo e petto. La coppia di timoniere centrali è interamente nera. Una grande fascia nera ricopre la base delle timoniere esterne. Le piume del cappuccio sono ispide e formano una cresta evidente. Quelle delle guance hanno l'estremità color grigio cenere, che conferisce a questa zona un aspetto squamoso molto caratteristico. La pelle nuda intorno agli occhi è color carne. La femmina è di dimensioni inferiori, con becco e casco nerastri. I giovani hanno un becco ridotto privo di casco.
Nella sottospecie subquadratus, il casco è situato inizialmente molto in alto, a livello delle piume della cresta, per proseguire in avanti formando una leggera curva che copre i due terzi del becco. È di colore nero, ad eccezione di una grande macchia color avorio che copre quasi tutta la parte superiore. Il becco, grigio scuro, presenta una fascia color giallo chiaro molto sottile alla base. Il resto del piumaggio è identico a quello della sottospecie nominale. Entrambe le sottospecie hanno occhi molto mobili, un tratto molto raro negli uccelli. Ciò significa che i suoi occhi possono muoversi nella loro orbita, mentre altri uccelli tendono a dover muovere la testa di continuo per vedere. La cresta di piume sul capo sono mobili e sono usate per mostrare emozioni, il che gli consente di comunicare il suo stato emotivo.

## Biologia

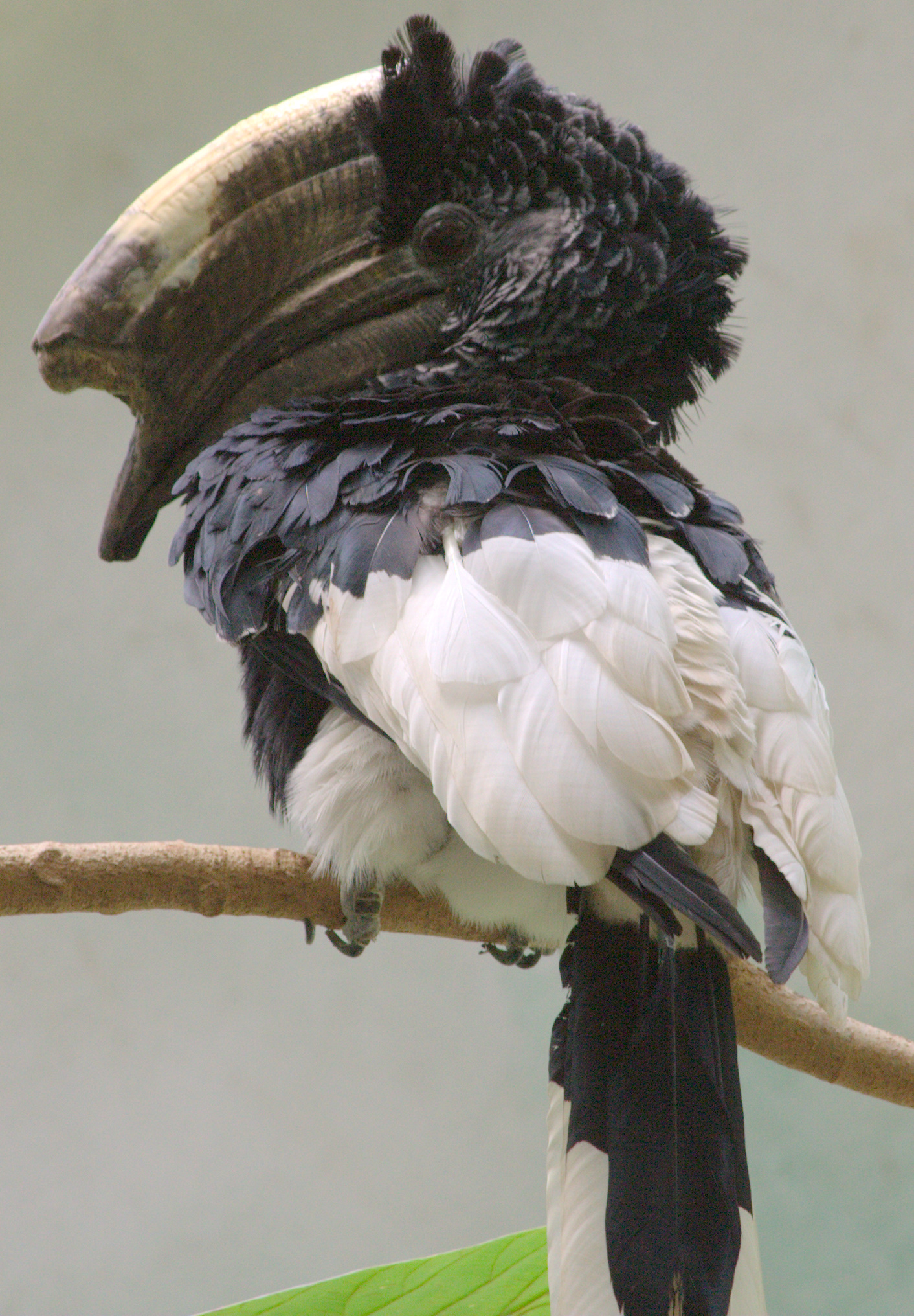
Bucero guancegrigie.

I buceri guancegrigie sono sedentari, ma questo non impedisce loro di effettuare spostamenti locali alla ricerca di frutta. Il più delle volte vengono avvistati in coppia. Molto raramente, si radunano in bande quando si alimentano e quando sono sui posatoi. Questi uccelli cercano quasi sempre il cibo nella canopia, beccando i frutti. Catturano volentieri anche piccole prede animali di ogni tipo che strappano dal fogliame, inseguono in volo o trovano sul terreno. A volte più esemplari cacciano insieme. Spesso si associano a scimmie o scoiattoli.

### Alimentazione
La dieta del bucero guancegrigie consiste principalmente di frutti provenienti da almeno 41 specie di piante. La specie si nutre soprattutto di fichi, ma anche di piccoli animali, quali insetti, un gran numero di millepiedi, chiocciole, lucertole, pipistrelli, nidiacei razziati da altri nidi e piccoli galagoni. La parte vegetale del menu costituisce quasi l'80% del totale; il restante 20% è costituito da prede animali. I buceri guancegrigie non consuma direttamente acqua e sembrano invece idratarsi dall'acqua contenuta nei frutti che rappresentano la maggior parte della loro dieta. È in grado di manipolare in modo preciso e delicato il cibo utilizzando abilmente il becco in combinazione con il suo esofago.

### Riproduzione
Probabilmente non esiste una stagione di nidificazione vera e propria. In Africa centrale la specie si riproduce da gennaio a maggio, mentre in Africa orientale la riproduzione ha luogo soprattutto da agosto a marzo. Il bucero guancegrigie è monogamo e vive in coppia. Il nido è costituito da una cavità naturale nel tronco di un grande albero ad un'altezza che varia dai 9 ai 30 metri. A volte si trova nel crepaccio di una parete rocciosa. I due genitori si preoccupano di chiudere l'entrata, principalmente con palline di fango portate dal maschio. La covata comprende due uova, la cui incubazione dura 42 giorni. I nidiacei nascono nudi, con la pelle rosea che diventa rapidamente grigio scura. Il maschio nutre la nidiata rigurgitando fino a 200 frutti per visita. La femmina non effettua sempre simultaneamente la muta delle remiganti e delle timoniere durante la cova. Di solito sopravvive solamente uno dei due nidiacei, in quanto l'altro muore a causa della scarsità di cibo. Il piccolo sopravvissuto emerge dalla cavità tra 70 e 79 giorni dopo la schiusa.

## Distribuzione e habitat
I buceri guancegrigie non frequentano effettivamente un habitat specifico, ma si trovano piuttosto nelle zone di transizione tra le foreste di alberi sempreverdi e i boschi secondari in fase di rigenerazione. Sono presenti anche nelle zone boschive costituite da grandi alberi a foglie caduche o nelle piantagioni, fino ad un'altitudine che può raggiungere i 2600 metri. La specie è originaria dell'Africa occidentale, centrale e orientale. Il suo areale è suddiviso in due regioni principali che corrispondono all'incirca alla distribuzione delle due sottospecie. Il suo areale comprende principalmente la Costa d'Avorio, con popolazioni più piccole nei paesi circostanti per le popolazioni dell'Africa occidentale. Le popolazioni centro-africane sono principalmente localizzate in Uganda e in Kenya, nonché in Camerun con popolazioni più piccole in Gabon, Tanzania e Africa centrale.

## Tassonomia

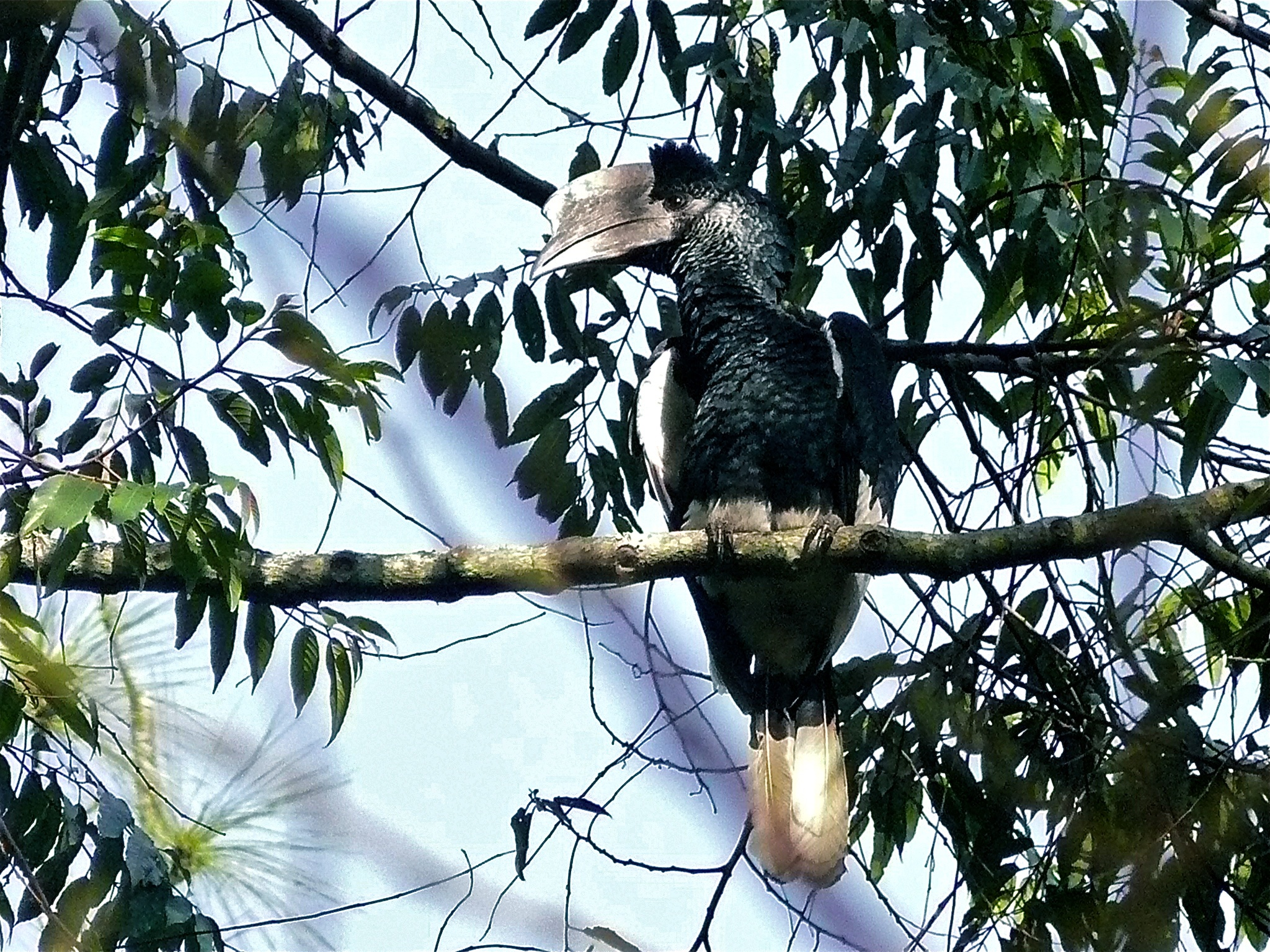
Un esemplare in Uganda.

Il bucero guancegrigie fa parte del genere Bycanistes, un genere di buceri sub-sahariani che attualmente comprende un totale di sei specie conosciute che condividono tutte un piumaggio bianco e nero e sono per lo più frugivori. Questo genere è stato recentemente correlato al genere Bucorvus, noti anche "buceri terricoli". La maggior parte delle specie di questo genere presenta un casco sul becco, ben più grande nei maschi che nelle femmine. Il parente più vicino al bucero guancegrigie è il bucero guancebrune (Bycanistes cylindricus) che abita habitat simili.
Come già ricordato, la specie viene suddivisa in due sottospecie:
- B. s. subcylindricus (P. L. Sclater, 1871), diffusa nella fascia di territorio che va da Sierra Leone, Liberia nord-orientale e Costa d'Avorio fino al delta del Niger (Nigeria occidentale);

- B. s. subquadratus Cabanis e Schütt, 1880, diffusa in Nigeria (ad est del fiume Niger), Camerun, Repubblica Centrafricana, Sudan del Sud meridionale, Repubblica Democratica del Congo settentrionale e orientale, Uganda, Kenya sud-occidentale e Tanzania nord-occidentale; una popolazione disgiunta è presente anche nell'Angola nord-orientale;

## Conservazione
Nonostante sia poco comune o rara nella maggior parte dell'Africa occidentale e nell'Angola settentrionale, la specie non è effettivamente in pericolo. Essa è ancora abbastanza diffusa in Africa centrale e orientale, in particolare lungo il fiume Congo. La sua predilezione per gli ecotoni o zone di transizione tra due habitat attenua le conseguenze della deforestazione, ma porta alla frammentazione della distribuzione e alla costituzione di popolazioni isolate.